# Kaisan-dō

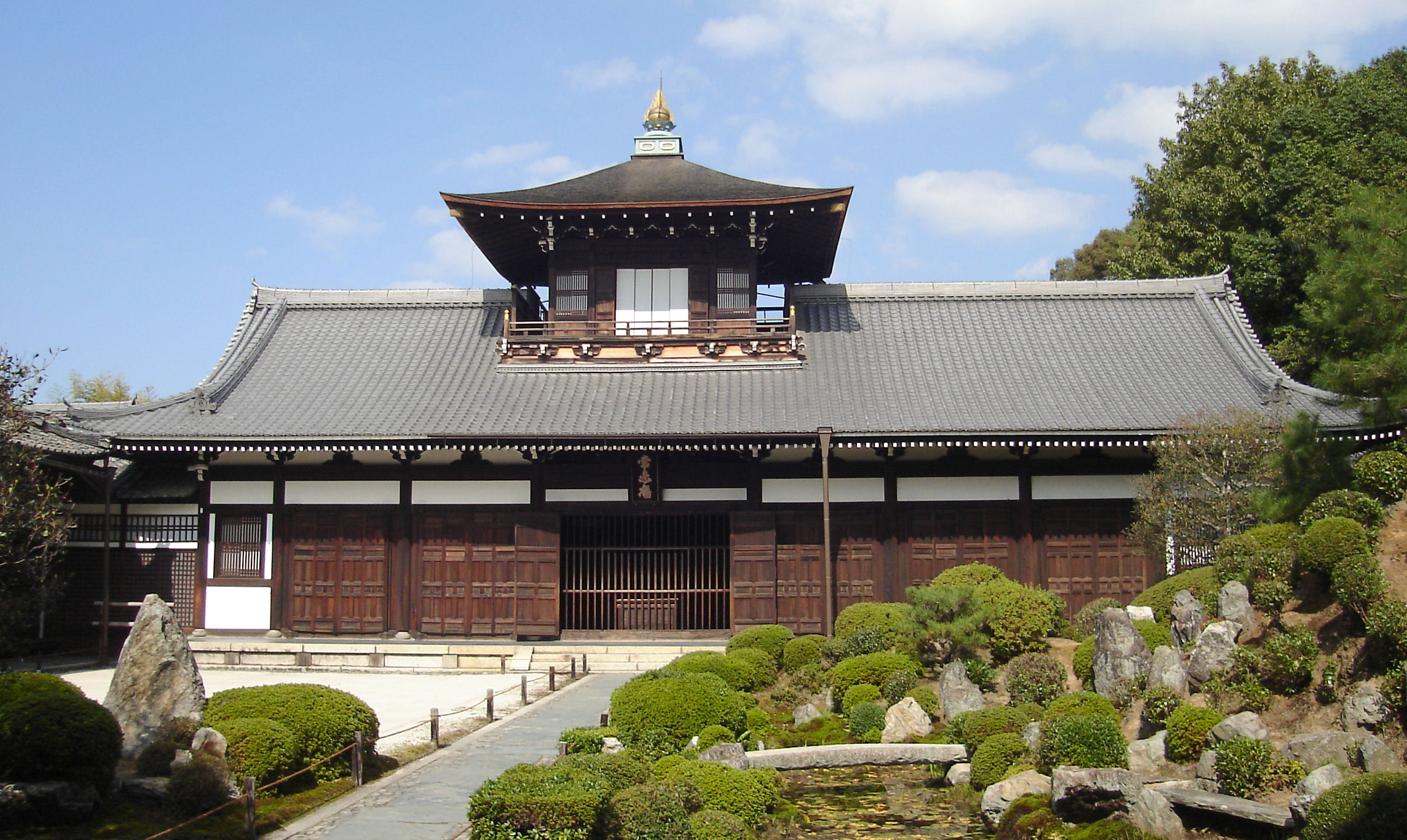
Kaisan-dō de Tofuku-ji.

Un kaisan-dō (開山堂), aussi appelé bâtiment du fondateur, est un bâtiment dans un complexe de monastères ou de temples bouddhistes japonais dans lequel sont conservées l'image ou les images de l'abbé fondateur, d'autres maîtres importants et des ancêtres de Bouddha ainsi qu'une tablette des ancêtres. Également appelé « bâtiment des patriarches » (soshi-dō) ou « bâtiment de la méditation » (eishitsu), le kaisan-dō organise une cérémonie commémorative annuelle le jour anniversaire de la mort de l'abbé fondateur.
Le plus grand hall des fondateurs au Japon est le Goei-dō (御影堂) devant le temple Nishi Hongan-ji de Kyoto, un des deux premiers temples de la secte bouddhique Jōdo Shinshū.